# Мансуров, Таир Аймухаметович
Таир Аймухаметович Мансуров (каз. Тайыр Аймұхамедұлы Мансұров; род. 1 января 1948, г. Сарканд, Талды-Курганская область) — государственный деятель Казахстана. Член Коллегии по энергетике и инфраструктуре Евразийской экономической комиссии (2014—2016), Генеральный Секретарь ЕврАзЭС (2007—2014), аким Северо-Казахстанской области Республики Казахстан (2003—2007), посол Казахстана в России (1994—2002), Депутат Верховного Совета Республики Казахстан 12-го созыва (1990—1994), член Совета Республик Верховного Совета СССР (1991).

## Биография
Родился 1 января 1948 года в Сарканде Талды-Курганской области.
В 1971 году окончил Казахский политехнический институт им. В. И. Ленина по специальности инженер-строитель, в 1978 году — Высшую партийную школу при ЦК КПСС.
Доктор экономических наук, доктор политических наук.
Трудовую деятельность начал в 1964 году бетонщиком строительного управления треста «Казахтрансстрой»; в период с 1965 по 1972 год проработал в должностях инженера, старшего инженера УКС Алма-Атинского горисполкома.
С 1972 по 1973 годы — главный инженер строительного управления «Алмаатацентрострой».
В 1973—1979 годах — секретарь Алма-Атинского горкома, затем обкома ЛКСМК.
С 1979 по 1986 годы — инструктор, заместитель заведующего, заведующий Отделом строительства Алма-Атинского обкома партии.
С 1986 по 1988 годы — первый секретарь Ленинского райкома партии города Алма-Аты.
В 1988 году — инструктор Отдела строительства Центрального комитета КПСС.
В 1989—1990 годах — второй секретарь Карагандинского обкома Компартии Казахстана.
В 1990—1991 годах — заведующий сектором Отдела социально-экономической политики Центрального комитета КПСС.
В 1992—1993 годах — президент Фонда развития «Казахстан» (г. Москва).
С сентября по декабрь 1991 года — заместитель председателя Комитета Совета Республик Верховного Совета СССР.
В 1994—2002 годах — чрезвычайный и полномочный посол Республики Казахстан в Российской Федерации, а в 1996—2002 годах по совместительству занимал пост посла Казахстана в Финляндии.
В 2002—2003 годах — советник президента Республики Казахстан.
С 24 декабря 2003 по 9 октября 2007 года — аким Северо-Казахстанской области.
С 10 октября 2007 по 25 декабря 2014 года — Генеральный секретарь Евразийского экономического сообщества (ЕврАзЭС).
С 26 декабря 2014 по 2016 год — Член Коллегии (министр) по энергетике и инфраструктуре Евразийской экономической комиссии.
С 2016 года — Генеральный директор Евразийского центра развития.

## Творчество
Автор книг и монографий:
- «Лики суверенитета. Суверенитет в призме социальной истории» (1994, в соавт.)
- «Казахстан и Россия: суверенизация, интеграция, опыт стратегического партнерства» (на рус., каз. и англ.яз.,1997-1999)
- «Аравийская эпопея полпреда Назира Тюрякулова» (2001)
- «Казахстанско-российские отношения в эпоху перемен» (на рус. и каз. яз., 2001, 2006)
- «Полпред Назир Тюрякулов. Дипломат, политик, гражданин» (2003)
- «Назир Тюрякулов». Серия ЖЗЛ (2004)
- «Нәзір Төреқұлов» (2005)
- «ЕврАзЭС — от экономического сотрудничества к единому экономическому пространству» (2011)
- «Регулирование внешней торговли Таможенного союза в рамках ЕврАзЭС» (2011, в соавт.)
- «Евразийский проект Нурсултана Назарбаева, воплощенный в жизнь» (на рус., каз. и англ.яз., 2011, 2012, 2013)
- «Евразийский проект Нурсултана Назарбаева, воплощенный в жизнь. К 20-летию евразийского проекта. 1994—2014» (на рус. и англ.яз., 2014, 2015)
- «Евразийская экономическая интеграция: опыт и перспективы» (на рус. и англ.яз., 2014, 2015)
- «Познание личности. Полпред СССР Назир Тюрякулов» (2014)
- Михайлов В. Ф., Мансуров Т. А. Нурсултан Назарбаев. — М.: Молодая гвардия, 2015. — 574[2] с.: ил. — (Жизнь замечательных людей. Биография продолжается)

## Награды
Награды Казахстана
| Страна                                   | Дата                | Награда                                                                         | Награда                                                                         |
| ---------------------------------------- | ------------------- | ------------------------------------------------------------------------------- | ------------------------------------------------------------------------------- |
| Казахстан                                |                     | Почётная грамота Верховного Совета Казахской ССР                                | Почётная грамота Верховного Совета Казахской ССР                                |
| Казахстан                                | 1996                | Орден «Курмет»                                                                  | Орден «Курмет»                                                                  |
| Казахстан                                | 2001                | Орден «Достык» II степени                                                       | Орден «Достык» II степени                                                       |
| Казахстан                                | 2006                | Орден «Первый Президент Республики Казахстан — Лидер Нации Нурсултан Назарбаев» | Орден «Первый Президент Республики Казахстан — Лидер Нации Нурсултан Назарбаев» |
| Казахстан / Северо-Казахстанская область | октябрь 2007        | Почётный гражданин Северо-Казахстанской области                                 | Почётный гражданин Северо-Казахстанской области                                 |
| Казахстан                                | 6 октября 2011      | Медаль имени Назира Тюрякулова                                                  | Медаль имени Назира Тюрякулова                                                  |
| Казахстан                                | 2013                | Орден «Барыс» II степени                                                        | Орден «Барыс» II степени                                                        |
| Казахстан                                | 2016                | Юбилейная медаль «25 лет независимости Республики Казахстан»                    | Юбилейная медаль «25 лет независимости Республики Казахстан»                    |
| Казахстан                                | 2018                | Юбилейная медаль «20 лет Астане»                                                | Юбилейная медаль «20 лет Астане»                                                |
| Казахстан                                |                     | Лауреат премии Международной академии творчества имени Л. Н. Гумилёва           | Лауреат премии Международной академии творчества имени Л. Н. Гумилёва           |
| Казахстан                                | 2 декабря 2021 года | Орден Достык 1 степени                                                          | Орден Достык 1 степени                                                          |

Награды иностранных государств
| Страна            | Дата вручения   | Награда                                                                           | Награда                                                                           | За что вручен: |
| ----------------- | --------------- | --------------------------------------------------------------------------------- | --------------------------------------------------------------------------------- | --- |
| Россия            | 3 апреля 2002   | Орден Дружбы                                                                      | Орден Дружбы                                                                      | за большой вклад в укрепление и развитие российско-казахстанских дружественных отношений |
| Россия / Минтранс | 24 мая 2010     | Нагрудный знак «В память 200-летия Управления водяными и сухопутными сообщениями» | Нагрудный знак «В память 200-летия Управления водяными и сухопутными сообщениями» | В ознаменование 200-летия управления водяными и сухопутными сообщениями, ставшего основой единого органа государственного управления и надзора на транспорте                                                           |
| Россия            | 16 декабря 2011 | Почётная грамота Президента Российской Федерации                                  | Почётная грамота Президента Российской Федерации                                  | за большой вклад в развитие интеграционных процессов на пространстве СНГ |
| Россия            | 2 февраля 2013  | Орден Почёта                                                                      | Орден Почёта                                                                      | за большой вклад в создание Таможенного союза и Единого экономического пространства |
| Беларусь          | 12 марта 2020   | Орден Почёта                                                                      | Орден Почёта                                                                      | за заслуги в углублении интеграционных процессов и значительный личный вклад в развитие отношений Республики Беларусь с государствами — членами Евразийского экономического союза и Содружества Независимых Государств |

Конфессиональные награды
| Страна | Дата вручения | Награда                                                       | Награда                                                       | За что вручен: |
| ------ | ------------- | ------------------------------------------------------------- | ------------------------------------------------------------- | -------------- |
| РПЦ    | 2002          | Кавалер ордена святого благоверного князя Даниила Московского | Кавалер ордена святого благоверного князя Даниила Московского |                |
| РПЦ    | 2005          | Кавалер ордена преподобного Сергия Радонежского               | Кавалер ордена преподобного Сергия Радонежского               |                |
| РПЦ    | 2014          | Кавалер ордена Славы и Чести                                  | Кавалер ордена Славы и Чести                                  |                |

Награды общественных и международных организаций
| Страна                                         | Дата вручения   | Награда                                                                  | Награда                                                                  | За что вручен:                                                                 |
| ---------------------------------------------- | --------------- | ------------------------------------------------------------------------ | ------------------------------------------------------------------------ | ------------------------------------------------------------------------------ |
| Совет глав государств СНГ                      | 3 сентября 2011 | Грамота Содружества Независимых Государств                               | Грамота Содружества Независимых Государств                               | за активную работу по укреплению и развитию Содружества Независимых Государств |
| Российская муниципальная академия              | 2012            | Медаль «За вклад в развитие местного самоуправления»                     | Медаль «За вклад в развитие местного самоуправления»                     |                                                                                |
| Высший совет Евразийского экономического союза | 8 мая 2015      | Медаль «За вклад в создание Евразийского экономического союза» 1 степени | Медаль «За вклад в создание Евразийского экономического союза» 1 степени |                                                                                |
| Высший совет Евразийского экономического союза | 29 мая 2019     | Медаль «За вклад в развитие Евразийского экономического союза»           | Медаль «За вклад в развитие Евразийского экономического союза»           |                                                                                |